# Cinéma allemand de l'après-guerre
Le cinéma allemand de l'après-guerre est le cinéma en Allemagne de 1945 — année de la chute du Troisième Reich — aux années 1950, après l'établissement (en 1949) de la nouvelle Allemagne découpée en deux États : la République fédérale d'Allemagne à l'ouest et de la République démocratique allemande à l'est.

## Contexte
La Seconde Guerre mondiale laisse une Allemagne exsangue et en ruines. Néanmoins, le critique de théâtre Friedrich Luft se souvient que, dès 1946, des spectacles se produisent dans plus de deux cents salles de Berlin, alors pourtant en grande partie détruite. En 1944, on comptait au total 6 484 salles de cinémas sur le territoire du Troisième Reich ; en mai 1945 au moment de la capitulation du Reich, sur les 3 000 salles dans la zone occidentale, seuls 1 150 sont exploitables. Le 18 mai, trente salles rouvrent à Berlin.
Soviétiques et Américains souhaitent avoir la mainmise sur ce qu'était le cinéma allemand ; grâce à leur immense zone, les premiers s'approprient 70 % des archives, technologies et fonds financiers. Des studios sont démontés et des films envoyés en URSS.

## Résurrection du cinéma allemand
Les Soviétiques permettent néanmoins de mettre en route un cinéma d'après-guerre, centralisé, grâce à la Deutsche Film AG (DEFA), fondée le 17 mai 1946 dans la zone est. Entre 1946 et 1952, il s'agit d'une « société anonyme germano-soviétique », avant de devenir une « entreprise du peuple » (une volkseigener Betrieb). Les assassins sont parmi nous (Mörder sind unter uns) de Wolfgang Staudte, projeté pour la première fois le 15 octobre 1946, est ainsi le premier film allemand d'après-guerre, et le premier à aborder la « responsabilité individuelle des crimes nazis » ; il remporte un grand succès. Mariage dans l'ombre (Ehe im Schatten, 1947) de Kurt Maetzig, aussi un grand succès, narre la poussée au suicide d'un couple d'acteurs, dont le mari est aryen et la femme est juive (inspiré de la vie de Joachim Gottschalk et Meta Wolff). Sorti en 1949, J'ai trahi Hitler de Wolfgang Staudte porte la « symbolique du pardon des aînés envers la jeune génération qui s'est laissée tenter par l’endoctrinement ».
Comme le note Nathalie De Voghelaer, « entre 1945 et la fin des années 1950, la vie culturelle et artistique de l'Allemagne de l’Est ne se différencie pas de celle de l’Allemagne de l'Ouest, malgré la volonté des gouvernements respectifs ». L'unicité de la langue allemande et les frontières encore poreuses permettent une circulation assez libre de la littérature et même des ondes radios. « Face à une continuité de certains acquis culturels nazis, on note une résurgence de la vie culturelle de la république de Weimar (l’Allemagne jusqu’en 1933). À ces deux courants s'ajoutent également les apports des pays étrangers (et la culture des occupants) ainsi que la découverte ou la redécouverte des œuvres interdites sous Hitler ». 
Les progrès technologiques réalisés par le Troisième Reich en matière de réalisation cinématographique se poursuivent après guerre. On note même une « continuité esthétique » par rapport au cinéma du Troisième Reich : elle s'explique par le manque de moyens pour développer une nouvelle façon de faire et par la nécessité de ne pas perturber encore davantage ce mode de distraction, qui avait produit récemment des films à grand spectacle.

## Zone soviétique et début de la RDA
En 1949, la fondation de la RDA oriente le cinéma d’Europe de l'Est « comme une arme au service de la lutte des classes ». Ainsi, Romance d'un jeune couple (Roman einer jungen Ehe, 1952) de Kurt Maetzig amène l'héroïne à chanter un panégyrique à Joseph Staline : « Mais comment peut-on mourir alors que Staline nous a pris par la main et nous a dit de garder fièrement la tête haute. […] La vie revenait dans la ville. C'est vers Staline que nous conduira la route empruntée par nos amis. Jamais plus nos fenêtres ne refléteront les flammes. Comment remercier Staline ? Nous avons donné son nom à cette avenue ». Néanmoins, les réalisateurs conservent une certaine marge de manœuvre et les autorités relèvent, comme sous le Troisième Reich, que les films idéologiques intéressent peu le public, ce qui ne les empêchent pas de mettre les « arts en général au service de [leur] cause ». On note, à cette époque, la réalisation de coproductions ouest- et est-allemandes, comme Die Buddenbrooks (1959). Le durcissement idéologique est définitif après 1957, « de nombreux artistiques [étant] rappelés à l'ordre pour leur révisionnisme. Walter Ulbricht demande même aux artistes et aux intellectuels de coopérer davantage à la construction du socialisme ». Après 1961 et la construction du mur de Berlin, la coopération entre les deux cinémas devient de facto impossible.

## Zones occidentales et début de la RFA
Dans la zone ouest, le cinéma est d'abord « [condamné] à l'inactivité et aux emplois de remplacement qui consistent à distraire les troupes en créant des soirées cabaret pour les soldats de l'occupation ». Les Américains « [refusent] d'étudier les propositions de réalisations que leur soumettent les réalisateurs allemands ». Dans les zones occidentales, la UFA est décartellisée et de nouveau privatisée. Selon qu'on se trouve en zone américaine, britannique ou française, les politiques sont parfois différentes, mais se rejoignent sur la nécessité d'ouvrir le marché allemand aux productions des pays alliés occidentaux. Pour Klaus Kreimeier, les Américains veulent que le peuple soit « collectivement dénazifié et rééduqué pour retrouver un esprit et des mœurs démocratiques ». Les goûts américains ne sont néanmoins pas partagés par tous, et Klaus Kreimeier note : « quand, douze années durant, on avait eu Siegfried comme héros cinématographique, on ne pouvait pas comprendre que le monde était plein de petites gens qui ressemblaient à John Garfield, pensaient comme Spencer Tracy et agissaient comme James Cagney ».
La règle de l'« autorisation préalable » est alors de rigueur pour les professionnels (réalisateur, monteur, acteur) voulant travailler à nouveau dans la branche : ils doivent répondre à trois questionnaires statuant sur leurs opinions politiques, le gouvernement militaire décidant in fine de leur réincorporation ou non. Ils créent le Film Control Officer, une organisation composée de « spécialistes allemands » recensant tous les biens cinématographiques de l'ancien régime (cinémas, centres de production, entreprises affiliées, etc.) : Erich Pommer, chef de la production de la UFA entre février 1923 et janvier 1926, exilé aux États-Unis dès 1933 et naturalisé américain, en prend la tête. La Lex UFI, promulguée le 7 septembre 1949 dans les zones américaine et britannique, « doit encourager l'industrie cinématrographique en évitant toutes les orientations non démocratiques ». Des studios de cinéma sont mis aux enchères, et pour éviter de futurs conglomérats, il est interdit d'en acheter plus d'un, ainsi que plus de trois salles de cinéma. Ces mesures sont vivement critiquées par le gouvernement de la RFA ainsi que par le secteur cinématographique qui est à la fois submergé par les productions alliées et incapable, avec de si petits studios, de rivaliser en quantité comme en qualité. La loi fédérale du 6 juin 1953 consacre la décartellisation du cinéma ouest-allemand. En 1956, la UFA est refondée, placée sous la direction de la Deutsche Bank et dirigée par Arno Hauk.
Les premiers films réalisés après la guerre en zone occidentale sont alors surtout des « passeurs », c'est-à-dire des films commencés à la fin du Troisième Reich et terminés après la guerre : ne comportant pas d'empreinte idéologique, ils peuvent être diffusés, comme Dis la vérité (Sag die Wahrheit, 1946) de Helmut Weiss ou Et au-dessus de nous le ciel (Und über nous der Himmel, 1946) de Josef von Báky. Les premiers studios autorisés sont « Camera Film GmbH » et « Studio 45 » en zone britannique et « Central Cinema Company-Filmkunst » (d'Artur Brauner) en zone française. Les Soviétiques ayant utilisé les anciens studios de la UFA, alors on en crée de nouveaux à Göttingen, Wiesbaden et à Munich, où on redonne leur souffle aux Bavaria Filmstudios. Les mesures prises par les Américains (notamment le délai pour les autorisations) sont assouplies dès 1947 (cette année-là, onze films sont distribués dans les zones occidentales et, en 1949, c’est une cinquantaine), ce qui permet à un grand nombre de personnes (acteurs de premiers plan, comme personnel technique) ayant travaillé sous le Reich de pouvoir se remettre à tourner, à l'image du réalisateur Wolfgang Liebeneiner (avec notamment Liebe 47, sorti en 1949). À ce sujet, Klaus Kreimer note qu'« on trouvait parmi eux des compromis et des non compromis, d'anciens partisans du régime et des dissidents silencieux, des suivistes tièdes et des adversaires convaincus de la dictature hitlérienne ; mais ils étaient unis dans le souhait de produire enfin, à nouveau, des films apolitiques qui devraient aider la population indigente et démoralisée à oublier sa détresse pour quelques heures » : ainsi entre 1946 et 1948, vingt-huit films sont tournés dans les zones ouest et n’emploient quasiment que de l'« ancien » personnel.
Un accord cinématographique franco-allemand facilite la distribution en Allemagne des films français, maintenant très souvent doublés, comme Barbe-Bleue (1951) de Christian-Jaque ou Lola Montès (1955) de Max Ophüls ; le film Les Aventures de Till l'Espiègle (1956) est un des rares à évoquer la Résistance du côté français et allemand, sous une couverture historique se déroulant au XVIe siècle. Dans les années 1950, 12 % des films ouest-allemands sont des coproductions ; dans les années 1960, il y en a 37 %, principalement avec la France. Néanmoins, aucun film allemand n'est tourné en France. Des artistes allemands travaillent en France, comme Curd Jürgens et Gert Fröbe dans Les héros sont fatigués (1955) ou Romy Schneider dans Plein Soleil (1960). En 1956, on compte 6 438 cinémas en RFA, environ 200 compagnies de production et 85 distributeurs ; mais les films allemands sont avant tout destinés à une diffusion nationale et ne s'exportent guère, alors que l'hégémonie cinématographique occidentale augmente. De nouvelles vedettes apparaissent, comme Maria Schell, Hildegard Knef ou Hardy Krüger. Pour dynamiser le secteur, le Festival international du film de Berlin est créé en 1951 par les Alliés qui veulent ainsi établir une « vitrine du monde libre » ; d'autres prix sont également créés, comme le Kaschenschimmel du magazine Filmblätter ou le Bambi du Film-Revue. 

## Perspectives
Le renouveau du cinéma allemand est bien réel, mais pas aussi important qu'espéré : Arno Hauk quitte son poste à la UFA en 1960. Quelque 571 films sont réalisés entre 1945 et 1960 en zone ouest puis en RFA, dont les thèmes ont surtout trait à la Seconde Guerre mondiale, les ruines de l'après-guerre, les comédies et les opérettes, l'histoire, l’exotisme, les films policiers. Simultanément, la télévision prend son envol : l'ARD est fondée en 1950.